# Диаграмма QAPF

QAPF диаграмма для плутонических горных пород

QAPF диаграмма — графическое представление классификации магматических горных пород по минеральному составу. Диаграмма имеет форму ромба, образованного двумя равносторонними треугольниками. В вершинах расположены кварц ({\displaystyle Q}), щелочные полевые шпаты ({\displaystyle A}), плагиоклазы ({\displaystyle P}), фельдшпатоиды ({\displaystyle F}). Кварц и фельтшпатоиды образуют противоположные вершины, так как они несовместимы и не могут присутствовать в одной породе. Рёбра отградуированы в процентах. Для любой точки на диаграмме справедливо равенство {\displaystyle Q+A+P=100\%} для верхнего треугольника или {\displaystyle A+P+F=100\%} для нижнего. Таким образом компонентой состав конкретного образца породы может быть представлен в виде точки, координаты которой определяются соотношением трёх основных компонентов. Диаграмма не применяется для горных пород с содержанием мафических минералов (слюды, оливины, амфиболы, пироксены, рудные минералы) {\displaystyle M>90\%}. Кислые породы находятся в верхнем треугольнике, выше горизонтальной разделительной линии {\displaystyle A-P}, щелочные в нижнем треугольнике. 

## Акроним
- {\displaystyle Q} — кварц;
- {\displaystyle A} — щелочные полевые шпаты (ортоклаз, микроклин, пертит, анортоклаз, альбит An0—5);
- {\displaystyle P} — плагиоклаз An5—100, скаполит;
- {\displaystyle F} — фельдшпатоиды и фоиды (лейцит и псевдолейцит, нефелин, содалит, нозеан, гаюин, канкринит, анальцим и др.).

## История
В 1958 году швейцарскому геологу, профессору Бернского университета Альберту Штрекайзену было предложно выполнить ревизию классической работы Пауля Ниггли «Tabellen zur Petrographie und zum Gesteinsbestimmen» посвящённой классификации горных пород. Штрекайзен пришёл к выводу, что система классификации магматических горных пород, предложенная Ниггли и широко признанная научным сообществом, нуждается в пересмотре. Но, вместо того чтобы предложить собственное альтернативное решение, Штрекайзен выпустил в 1964 году статью, где были очерчены проблемы классификации Ниггли, выдвинуты предложения по их разрешению и содержался призыв к коллегам высказать своё мнение. Статья получил широкий отклик, было получено более 80 ответов, содержащих конкретные предложения. В 1965 году Штрекайзен публикует статью с анализом полученных отзывов, а затем, в 1967 — статью, содержащую детальные предложения по новой классификации. Эта была первая попытка создания классификации горных пород на основе широкого международного обсуждения. Полученная классификация является плодом компромисса между различными национальными научными школами. Комиссия по петрологии международного союза геологических наук (МСГН) создала рабочую группу по номенклатуре горных пород, которая должна была обсудить предложения по новой номенклатуре на международном конгрессе в Праге в 1968 году, но политические события не позволили завершить эту работу. В 1970 году МСГН была сформирована подкомиссия по систематике магматических пород, которая под руководством Штрекайзена подготовила схему классификации, основанную на принципе модального содержания минералов в породе и приняла двойной треугольник {\displaystyle QAPF} в качестве её графического представления.  Рекомендации комиссии для интрузивных горных пород были рассмотрены и приняты на XXIV сессии МСГН в Монреале в 1972 году. В 1981 году были опубликованы рекомендации комиссии по номенклатуре пирокластических горных пород в основе которой так же лежит диаграмма {\displaystyle QAPF} .

## Варианты
Существуют версии диаграммы для плутонических и вулканических горных пород. Кроме того, существуют упрощённые варианты диаграммы для получения предварительных оценок при проведении полевых работ.

## Использование
Оцениваются объёмные доли минералов в исследуемом образце горной породы.
Затем, оценивается доля минералов группы {\displaystyle M}: если она более {\displaystyle 90\%}, то диаграмма {\displaystyle QAPF} не может быть использована. Для классификации таких пород существует собственная схема.
Далее, сумма объёмных долей минералов групп {\displaystyle Q,A,P,F} в составе образца принимаются за {\displaystyle 100\%} (прочие минералы исключаются), а их доли рассчитываются заново. Например, для горной породы, содержащей: {\displaystyle Q=10\%,A=30\%,P=20\%} и {\displaystyle M=40\%} будет пересчитана следующим образом:
{\displaystyle Q=100\times 10/60=16.7}
{\displaystyle A=100\times 30/60=50.0}
{\displaystyle P=100\times 20/60=33.3}
Затем вычисляется отношение между различными группами плагиоклазов: {\displaystyle 100\times P/(A+P)}. Для приведённого выше примера отношение составит: {\displaystyle 100\times 33.3/(50+33.3)=40\%}.
Затем долю {\displaystyle Q} или {\displaystyle F} откладывают вдоль соответствующего ребра ромба, а соотношение плагиоклазов — вдоль горизонтальной линии. Точка на пересечении этих координат будет находиться в одном из секторов диаграммы, по названию которого определяется классификационное обозначение образца.
Для приведённого примера доля {\displaystyle Q=16.7\%} откладывается вдоль верхнего (левого) ребра снизу вверх, а соотношение плагиоклазов {\displaystyle 40\%} вдоль горизонтальной линии слева направо, что позволяет определить образец как кварцевый монционит.